# 蒙塔古鎮區 (密歇根州)
蒙塔古鎮區（英語：Montague Township）是位於美國密歇根州馬斯基根縣的一個行政鎮區。

## 地方資料
蒙塔古鎮區的面積為50.40平方千米，當中陸地面積為48.10平方千米，而水域面積為2.30平方千米。根據2020年美國人口普查的數據，當地共有人口1555人，而人口密度為每平方千米30.85人。